# Tendencja ciśnienia (meteorologia)
Tendencja ciśnienia atmosferycznego to zmiana ciśnienia w czasie. Na mapach synoptycznych nanosi się tendencję ciśnienia graficznie. Wartość tendencji ciśnienia (pp) opisuje się na mapie synoptycznej (model stacji synoptycznej) w hPa za ostatnie 6 godzin z dokładnością do 0.1 hPa (przecinki są pominięte, + oznacza wzrost ciśnienia, - oznacza spadek ciśnienia) w postaci strzałki składającej się z dwóch prostych. Pierwsza prosta (lewa) stanowi jaka była tendencja od 6 do 3 godzin temu, druga (prawa) jaka w ciągu ostatnich 3. Tendencja spadkowa oznaczana jest wówczas, kiedy ciśnienie spadnie o co najmniej 2 hPa w ciągu 3 godzin, a tendencja wzrostowa odwrotnie: gdy ciśnienie wzrośnie o co najmniej 2 hPa w ciągu 3 godzin.

## Tendencjaciśnienia(ostatnie 6 godziny)
| Symbol | English Description                                                   | Polska nazwa                                                                            |
| ------ | --------------------------------------------------------------------- | --------------------------------------------------------------------------------------- |
|        | Rising                                                                | Wzrastające                                                                             |
|        | Rising, then falling                                                  | Wzrastające (6-3 godzin temu), a potem opadające (w ciągu ostatnich 3 godzin)           |
|        | Rising, then steady                                                   | Wzrastające (6-3 godzin temu), a potem stałe (w ciągu ostatnich 3 godzin)               |
|        | Steady or rising, then falling; or falling, then falling more quickly | Stałe lub wzrastające (6-3 godzin temu), a potem opadające (w ciągu ostatnich 3 godzin) |
|        | Falling or steady, then rising                                        | Opadające lub stałe (6-3 godzin temu), a potem wzrastające (w ciągu ostatnich 3 godzin) |
|        | Steady                                                                | Stałe                                                                                   |
|        | Falling                                                               | Opadające                                                                               |
|        | Falling, then rising                                                  | Opadające (6-3 godzin temu), a potem wzrastające (w ciągu ostatnich 3 godzin)           |
|        | Falling, then steady                                                  | Opadające (6-3 godzin temu), a potem stałe (w ciągu ostatnich 3 godzin)                 |